# Phủ Lý
Phủ Lý ist die Hauptstadt der Provinz Hà Nam in Vietnam. Sie befindet sich im Norden des Landes in der Nähe von Hanoi. Die Provinzstadt Phủ Lý hatte 2019 eine Einwohnerzahl von 162.635. Die Stadt verfügt seit 2008 über das Stadtrecht und besitzt den Status einer Provinzstadt der 3. Klasse.

## Geschichte
Phủ Lý wurde am 26. Oktober 1873 von den Franzosen eingenommen.
Nach dem Zweiten Weltkrieg war Phủ Lý der Ort, an dem 1946 eine bedeutende Anzahl von Việt Nam Quốc Dân Đảng-Führern von den Việt Minh gefangen genommen wurde. Die Stadt wurde am 30. Juni 1954, kurz vor der Befreiung des Landes, durch sich im Rückzug befindlichen französischen Streitkräfte angegriffen. 
Die Stadt wurde von den Amerikanern in fünf Bombenangriffen zwischen dem 14. Juli und dem 5. November 1966 fast vollständig zerstört. 

## Galerie

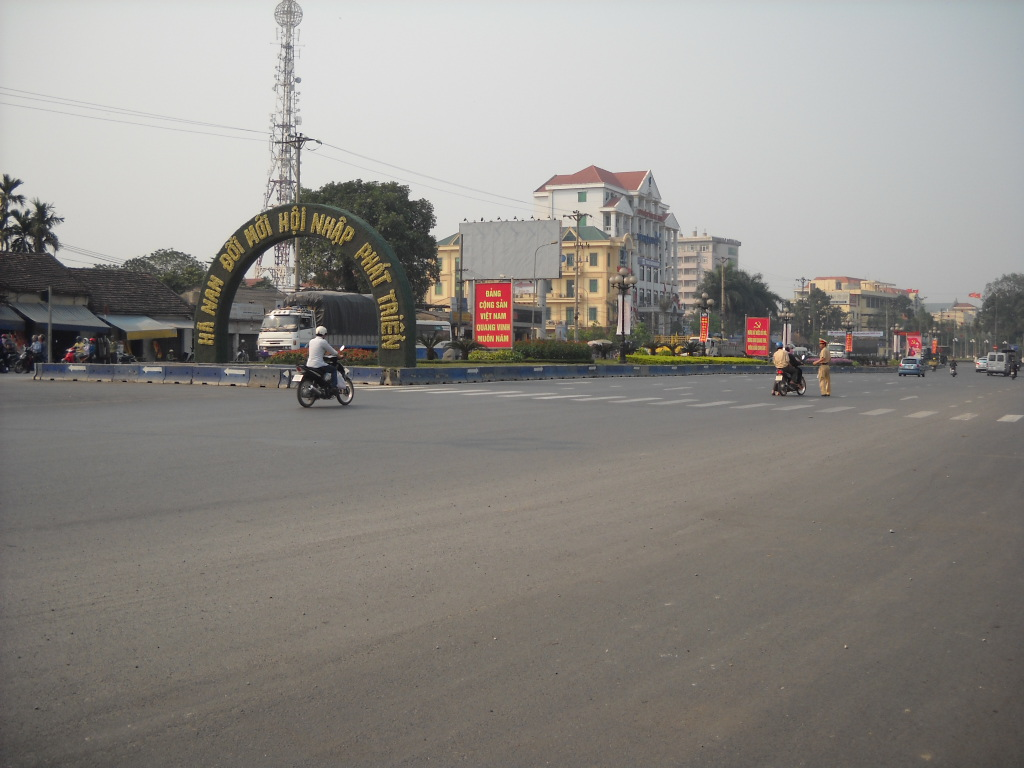
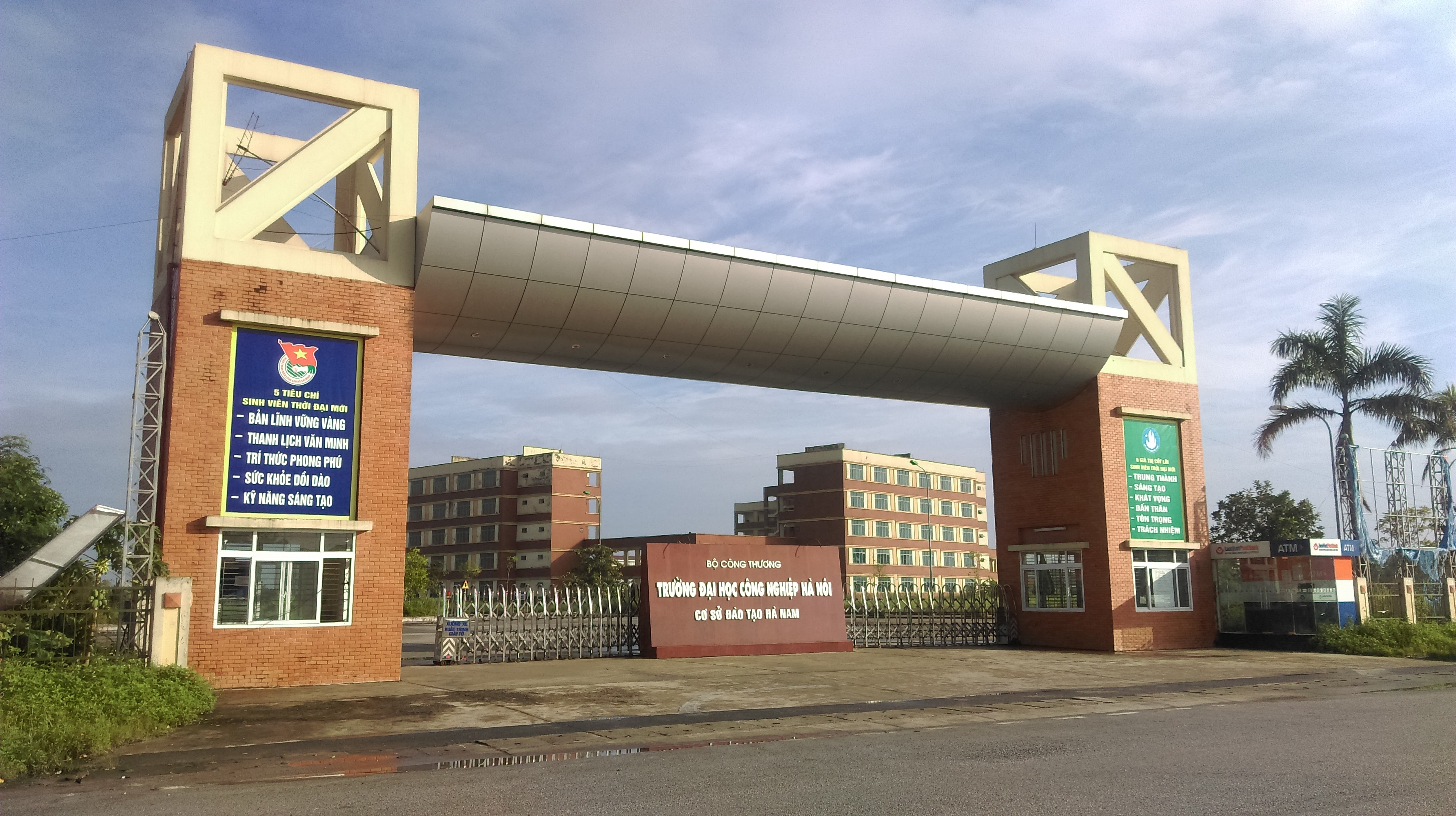
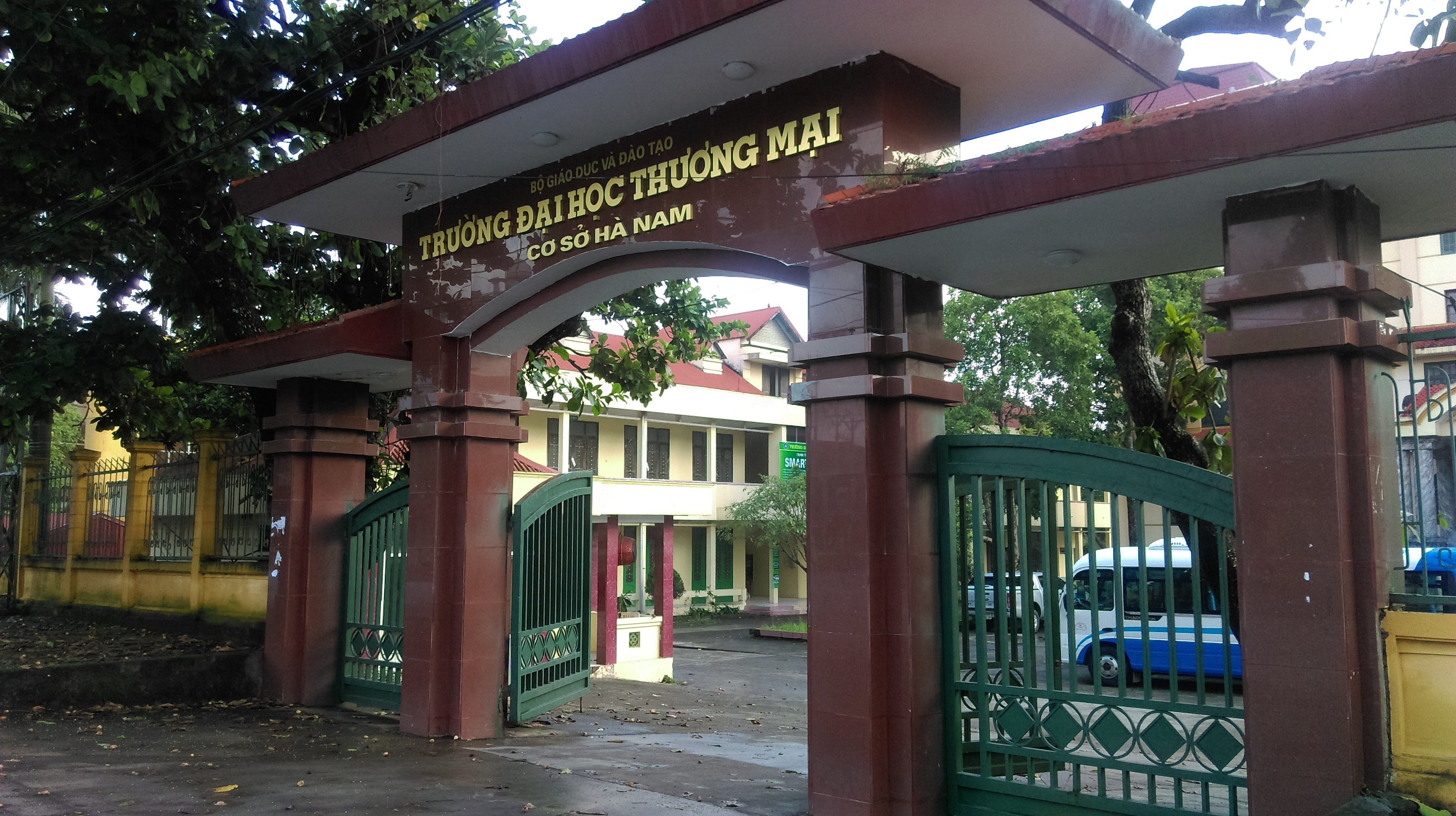
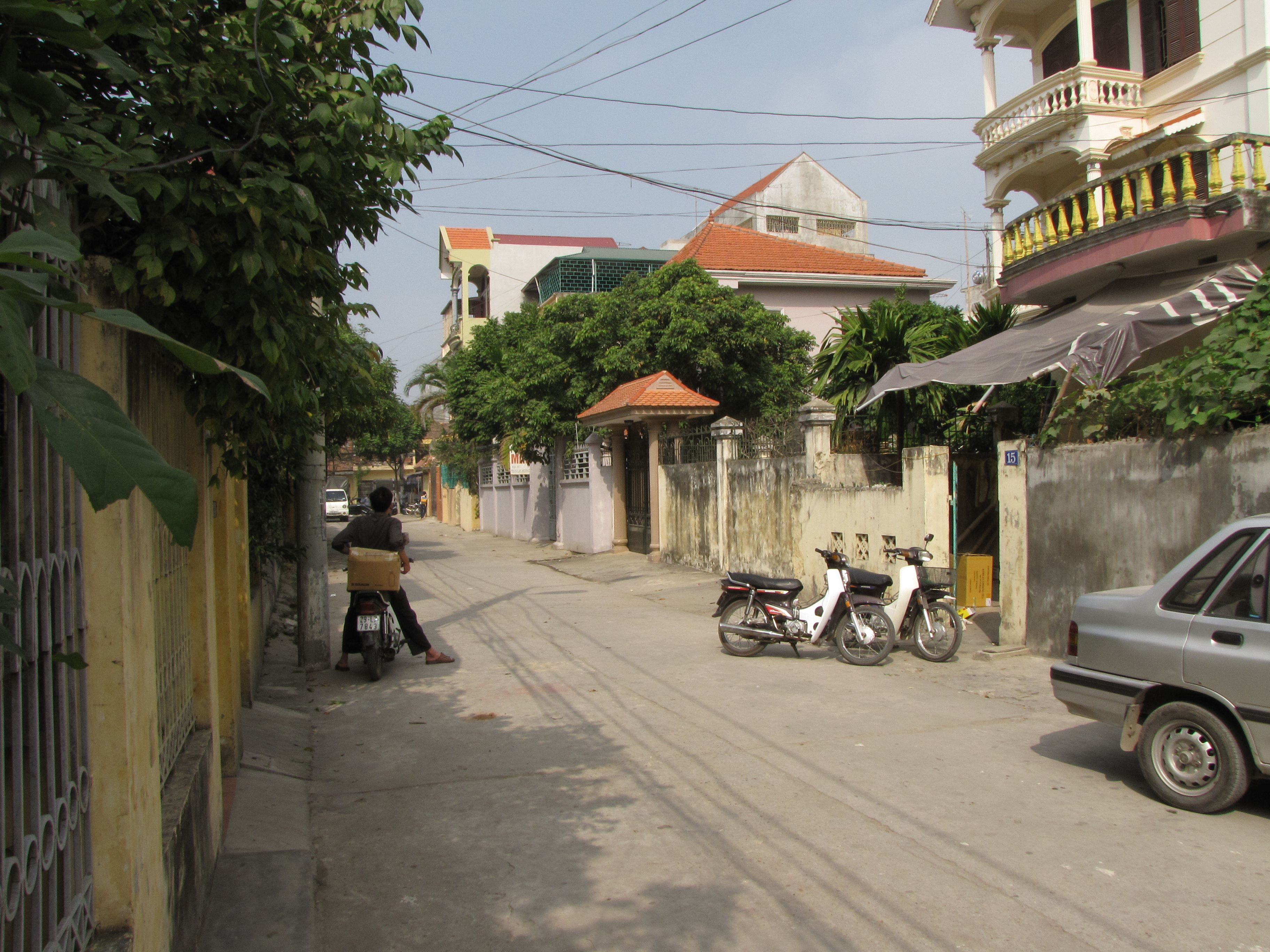

## Persönlichkeiten
- Dương Thị Vân (* 1994), Fußballspielerin
- Phạm Tuấn Hải (* 1998), Fußballspieler